# Sobrašice à Trnava
Les sobrašice à Trnava (en serbe cyrillique : Собрашице у Трнави ; en serbe latin : Sobrašice u Trnavi) se trouvent au hameau de Trnava, dans la municipalité de Topola et dans le district de Šumadija, en Serbie. Elles sont inscrites sur la liste des monuments culturels protégés de la République de Serbie (identifiant no SK 1482).

## Présentation
Les sobrašice de Trnava ont été construites en 1873 pour servir de salles à manger familiales ; elles étaient situées sur le parvis de l'église. Des 18 sobrašice qui existaient au moment de la construction, il n'en restait que cinq en 1921. Quatre ont été utilisées en 1967 pour former une salle à manger collective rurale, tandis qu'une seule a conservé son aspect d'origine. Elles étaient édifiées en bois et étaient dotées d'un porche-galerie ; le toit à quatre pans était recouvert de tuiles et protégeait les tables et les bancs.
Ces bâtiments, qui servaient à l'hébergement et à la restauration des habitants et de leurs hôtes, reflétaient la transformation progressive de la structure tribale en unités villageoises collectives, en particulier dans la région de la Šumadija (Choumadie) au XIXe siècle.
En revanche, ces sobrašice ont été détruites au début du XXe siècle et d'autres édifices ont été bâtis à leur place.